# Puchar Portugalii w piłce nożnej (2008/2009)
Puchar Portugalii 2008/2009 w piłce nożnej to cykliczne rozgrywki piłkarskie odbywające się systemem pucharowym wśród drużyn pochodzących z Portugalii. Obecna edycja 2008/2009 jest 86 od czasu powstania rozgrywek. Obrońcą Pucharu Portugalii była drużyna Sporting CP.

## Trzecia Runda
Trzecia Runda jest w istocie pierwszą do której dołączają drużyny pochodzące z najwyższego poziomu rozgrywkowego w Portugalii. Runda ta odbyła się 18 oraz 19 października 2008.
| Drużyna 1                   | Wynik              | Drużyna 2                  |
| --------------------------- | ------------------ | -------------------------- |
| Vitória Setúbal             | 1–0                | Ribeirão (III)             |
| Arouca (III)                | 0–0 (dog., k. 3–1) | CS Marítimo                |
| FC Paços de Ferreira        | 3–0                | Rebordosa (IV)             |
| União Leiria (II)           | 0–1                | Sporting CP                |
| Sertanense (IV)             | 0–4                | FC Porto                   |
| Chaves (III)                | 0–1                | SC Braga                   |
| Esmoriz (III)               | 4–3 (dog.)         | Maria da Fonte (III)       |
| Vitória Guimarães           | 4–2                | União de Lamas (IV)        |
| Sanjoanense (III)           | 1–1 (dog., k. 4–5) | Gondomar (II)              |
| Desportivo das Aves (II)    | 6–1                | Gândara (IV)               |
| SL Benfica                  | 0–0 (dog., k. 5–3) | Penafiel (III)             |
| Torreense (III)             | 0–2                | Académica Coimbra          |
| Santa Clara (II)            | 1–0                | Freamunde (II)             |
| CD Nacional                 | 4–0                | Angrense (IV)              |
| Olhanense (II)              | 1–1 (dog., k. 1–4) | Atlético de Valdevez (III) |
| Gil Vicente (II)            | 3–2 (dog.)         | Rio Ave FC                 |
| Fátima (III)                | 1–1 (dog., k. 4–2) | Feirense (II)              |
| SC Beira-Mar (II)           | 3–0                | Atlético de Reguengos (IV) |
| Aliados de Lordelo (III)    | 0–1                | CD Trofense                |
| Paredes (IV)                | 1–2                | Cinfães (IV)               |
| Amares (IV)                 | 0–3                | CF Os Belenenses           |
| Boavista de São Mateus (IV) | 0–1                | Naval 1º Maio              |
| Portimonense (II)           | 1–1                | Pinhalnovense (III)        |
| Leixões SC                  | 4–1 (dog.)         | Caniçal (III)              |
| Sporting da Covilhã (II)    | 1–2 (dog.)         | Varzim (II)                |
| Boavista FC (II)            | 1–0                | Lousada (III)              |
| Estrela Amadora             | 2–0                | Operário (III)             |
| Santana (III)               | 1–0                | Odivelas (III)             |
| Vizela (II)                 | 3–0                | Estoril Praia(II)          |
| União da Madeira (III)      | 2–1                | Camacha (IV)               |
| Fabril (IV)                 | 0–1                | Olivais e Moscavide (III)  |
| Peniche (IV)                | 1–3                | Torre de Moncorvo (IV)     |

Uwaga: Rzymskie cyfry w nawiasach oznaczają klasę rozgrywkową z której pochodził dany zespół w sezonie 2008–09.

## Czwarta Runda
Występują w niej zwycięzcy z trzeciej rundy. Mecze odbyły się 8, 9 oraz 10 listopada 2008.
| Drużyna 1                  | Wynik              | Drużyna 2                |
| -------------------------- | ------------------ | ------------------------ |
| Boavista FC (II)           | 0–2                | Vitória Guimarães        |
| Torre de Moncorvo (IV)     | 0–4                | Vitória Setúbal          |
| Naval 1º Maio              | 3–2 (dog.)         | CF Os Belenenses         |
| Atlético de Valdevez (III) | 1–0                | Gil Vicente (II)         |
| Cinfães (IV)               | 1–0                | Fátima (III)             |
| Académica Coimbra          | 0–1                | Estrela Amadora          |
| Olivais e Moscavide (III)  | 2–0                | Beira-Mar (II)           |
| Arouca (III)               | 0–0 (dog., k. 1–3) | FC Paços de Ferreira     |
| Vizela (II)                | 3–1                | Esmoriz (III)            |
| Gondomar (II)              | 0–2                | Trofense                 |
| Leixões SC                 | 3–0 (dog.)         | Santana (III)            |
| Portimonense (II)          | 3–0                | Varzim (II)              |
| SL Benfica                 | 3–0                | Desportivo das Aves (II) |
| Sporting CP                | 1–1 (dog., k. 4–5) | FC Porto                 |
| Santa Clara (II)           | 2–0                | União da Madeira (III)   |
| CD Nacional                | 1–0                | SC Braga                 |

Uwaga: Rzymskie cyfry w nawiasach oznaczają klasę rozgrywkową z której pochodził dany zespół w sezonie 2008–09.

## 1/8 finału
Mecze odbyły się 13 oraz 14 grudnia 2008.
| Drużyna 1                  | Wynik              | Drużyna 2                 |
| -------------------------- | ------------------ | ------------------------- |
| Vitória Setúbal            | 0–1                | Vitória Guimarães         |
| Atlético de Valdevez (III) | 3–1                | Santa Clara (II)          |
| Estrela Amadora            | 1–0 (dog.)         | Olivais e Moscavide (III) |
| FC Paços de Ferreira       | 4–1                | Vizela (II)               |
| Leixões SC                 | 0–0 (dog., k. 5–4) | SL Benfica                |
| Cinfães (IV)               | 1–4                | FC Porto                  |
| CD Trofense                | 2–4                | CD Nacional               |
| Naval 1º Maio              | 3–0                | Portimonense (II)         |

Uwaga: Rzymskie cyfry w nawiasach oznaczają klasę rozgrywkową z której pochodził dany zespół w sezonie 2008–09.

## Ćwierćfinały
Mecze odbyły się 28 i 29 stycznia oraz 17 lutego 2009.
| Drużyna 1                  | Wynik              | Drużyna 2       |
| -------------------------- | ------------------ | --------------- |
| FC Paços de Ferreira       | 5–3                | Naval 1º Maio   |
| FC Porto                   | 1–0                | Leixões SC      |
| Atlético de Valdevez (III) | 1–1 (dog., k. 1–3) | CD Nacional     |
| Vitória Guimarães          | 0–1                | Estrela Amadora |

Uwaga: Rzymskie cyfry w nawiasach oznaczają klasę rozgrywkową z której pochodził dany zespół w sezonie 2008–09.

## Półfinały
Mecze odbyły się 3 oraz 22 marca 2009. Rewanże rozegrano 22 kwietnia 2009.

### Pierwsze mecze
| 3 marca 2009 19:00 UTC | FC Paços de Ferreira · Tatu 16' · Dedé 62' | 2 – 2 | CD Nacional · Mateus 27' · Nenê 33' | Estádio da Mata Real, Paços de Ferreira |
|                        |                                            |       |                                     |                                         |

| 22 marca 2009 20:45 UTC | FC Porto · L. González 34' (pen.) · Meireles 39' | 2 – 0 | Estrela Amadora | Estádio do Dragão, Porto |
|                         |                                                  |       |                 |                          |

### Rewanże
| 22 kwietnia 2009 18:15 UTC+1 | CD Nacional · Luís Alberto 40' · Mateus 47' | 2 – 3 | FC Paços de Ferreira · Pedrinha 16' (k.) 90' (k.) · Rui Miguel 21' | Estádio da Madeira, Funchal |
|                              |                                             |       |                                                                    |                             |

Paços de Ferreira wygrało 5–4  w dwumeczu
| 22 kwietnia 2009 20:30 UTC+1 | Estrela Amadora · Rui Varela 33' · Anselmo 42' | 2 – 1 | FC Porto · Farias 4' | Estádio José Gomes, Amadora |
|                              |                                                |       |                      |                             |

Porto wygrało 3–2 w dwumeczu

## Finał
| 31 maja 2009 | FC Porto · Lisandro López 8' | 1–01-0 | FC Paços de Ferreira | Estádio Nacional, Lizbona |
|              |                              |        |                      |                           |